# アメストリス
アメストリス（Amēstris、紀元前5世紀）は、アケメネス朝（ハカーマニシュ朝）の王クセルクセス1世（クシャヤールシャン1世）の妻であり、アルタクセルクセス1世（アルタクシャサ1世）の母。
彼女の名前は以下のように綴られる。
- ギリシア語: Άμηστρις（アメーストリス、Amēstris）イオニア方言形[2]。
- ギリシア語: Άμαστρις（アマーストリス、Amāstris）恐らくAmēstrisと綴られるものと同一人物であろう。
- 古代ペルシア語: Amāstrī-（アマーストリー）、この名前は「強き女性」と言う意味である[2]。

## 古代の記録
アメストリスはオタネス（ウターナ）の娘である。オタネスは紀元前522年にアケメネス朝の王位を僭称したとされるマグ（マギ、マゴス僧）の偽スメルディス（ガウマータ）を殺害した7人の貴族の1人であった。その後、ダレイオス1世（ダーラヤワウ1世、大王）が統治を開始した。ギリシアの歴史家ヘロドトスによれば、オタネスは王家と婚姻関係を持つ栄誉を与えられた。ダレイオスはオタネスの娘パイデュメ（ファイデュメ）と結婚し、一方のオタネスはダレイオス1世の姉妹と結婚した。彼女がアメストリスを生んだ。紀元前486年にダレイオス1世が死んだ時、アメストリスは王太子クセルクセス1世と結婚していた。
彼女は古代ギリシアの歴史家から低い評価を受けていた。
ヘロドトスはアメストリスを残虐な独裁者として描く。
「私の聞き知っているところでは、クセルクセスの妃アメストリスも年老いてから、名門のペルシア人の子供十四人を生き埋めにし、地下にあると伝えられている神に謝意を表したということであるから、人間を生き埋めにするのはペルシアの風習なのであろう。
ヘロドトス『歴史』巻7§114」
既知の文献や記録は、ペルシアの宗教では人身御供は許容されていなかったことを示すため、このストーリーの出所は不明である。当時についての大部分の記録はギリシアのものであり、ギリシアがペルシアに対して敵対者として関与していたため、記録の全てが正確ではないであろう。

## 創作における描写
アメストリス（イタリア語形：アマストレ）はゲオルク・フリードリヒ・ヘンデルのオペラ、セルセの登場人物である。このオペラにおいてアメストリスはクセルクセス（セルセ）と結婚するはずであったが、彼は別の女性と恋に落ち、アメストリスではなく彼女との結婚を望んだ。そのためアメストリスはクセルクセスのそばにいるために男装した。オペラのクライマックスで、クセルクセスは自らの行動を後悔し、アメストリスにもう一度、自分の妻になってくれるかどうか問うた。
アメストリスの名はまた、マンガ・アニメ作品『鋼の錬金術師』において、アメストリス国として国名に設定されたことを通じて、ポップ・カルチャーでも見られるようになった。鋼の錬金術師ではクセルクセスも、アメストリスとシンの間にある大砂漠地帯の滅亡した都市の名として登場する。